# TV Tibagi
TV Tibagi é uma emissora de televisão brasileira concessionada e sediada em Apucarana, e com sucursal em Maringá, ambas cidades do estado do Paraná. Opera no canal 11 (39 UHF digital) e é afiliada ao SBT. Integra a Rede Massa, rede de televisão paranaense pertencente ao Grupo Massa. Em Apucarana, a emissora mantém suas instalações no bairro Vila Shangri-la, e em Maringá, seus estúdios e transmissores estão na região da Praça Pio XII, na Zona 05.

## História
A TV Tibagi entrou no ar em 1969, sediado em Apucarana, através do Canal 11 VHF. A nova emissora era do então governador do Paraná, Paulo Pimentel, que tinha em Curitiba a TV Iguaçu. A emissora passou a ser afiliada à Rede Tupi, trazendo a programação direto de Curitiba.
Já iniciando os anos 70, a TV Tibagi, até então restrita em Apucarana e região, passou a ser principal concorrente da TV Coroados de Londrina, afiliada à Rede Globo: a emissora expandiu repetidoras nas cidades de Londrina, Maringá e outras cidades do norte do Paraná. A expansão das repetidoras foi devido a mais investimentos, programação, sinal com melhor distribuição a partir de Apucarana (conhecida como a "cidade alta") do que a TV Coroados.
Retransmissoras de cidades mais distantes de Apucarana passaram a retransmitir a TV Tibagi, reduzindo a área de cobertura da TV Coroados. Geralmente havia equipamento para retransmitir só um canal, em cada repetidora.
Com isso, a TV Tibagi era melhor do que a da TV Coroados, tirando-a da audiência, utilizando o mesmo sistema de repetidoras realizada pelas TVs Coroados e  Excelsior. As retransmissoras de cidades mais distantes passaram a retransmitir a TV Tibagi, reduzindo a área de cobertura da TV Coroados.
Com a cassação e a extinção da Tupi em 1980, passou afiliar-se diversas redes até o atual SBT.
Em 2008, Paulo Pimentel vendeu a emissora para Carlos Massa, o Ratinho.

## Sinal digital
| Canal virtual | Canal digital | Resolução de tela | Programação |
| ------------- | ------------- | ----------------- | --- |
| 11.1          | 39 UHF        | 1080i             | Programação principal da TV Tibagi / SBT |
| 11.2          | 39 UHF        | 1080i             | Canal cedido à Secretaria da Educação do Paraná para transmissão de materiais educativos às redes municipais de ensino durante o período de atividades remotas ocasionados pela Pandemia de COVID-19 |

Transição para o sinal digital
Com base no decreto federal de transição das emissoras de TV brasileiras do sinal analógico para o digital, a TV Tibagi, bem como as outras emissoras de Apucarana, cessou suas transmissões pelo canal 11 VHF no dia 28 de novembro de 2018, seguindo o cronograma oficial da ANATEL.

## Programas

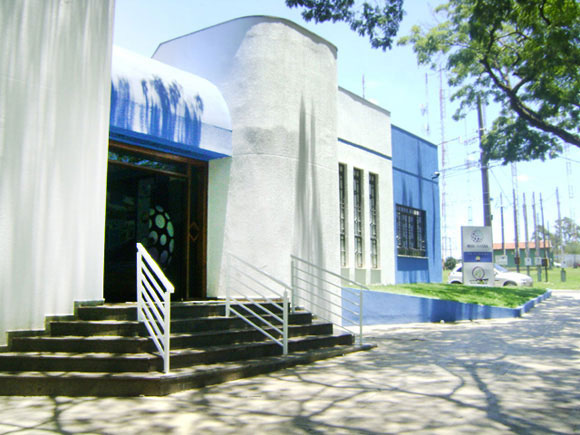
Sucursal da emissora na Zona 05, em Maringá

Além de retransmitir a programação nacional do SBT, a TV Tibagi produz e exibe os seguintes programas:
- Primeiro Impacto PR - Maringá: telejornal, com Fernando Rípoli;
- Maringá Urgente: jornalístico policial, com Eduardo Santos;
- Tribuna da Massa: telejornal, com Sandro Iwanowski e Roberta Pitarelli;
- Show de Bola: jornalístico esportivo, com Gelson Negrão;
- Destaque: programa de variedades, com Andreia Silva;

O Tribuna da Massa Manhã é o único programa produzido na sede em Apucarana, enquanto os demais são feitos a partir da sucursal de Maringá.
Retransmitidos da TV Iguaçu
- Salada Mista: humorístico, com Rafael Massa e Hallorino Júnior;
- SBT Paraná: telejornal, com Simone Munhoz;

## Retransmissoras
| Cidade             | Analógico | Digital | Cidade                 | Analógico | Digital | Cidade            | Analógico | Digital | Cidade        | Analógico | Digital |
| ------------------ | --------- | ------- | ---------------------- | --------- | ------- | ----------------- | --------- | ------- | ------------- | --------- | ------- |
| Altamira do Paraná | 17        | -       | Campina da Lagoa       | 10        | -       | Campo Mourão      | -         | 24 (39) | Colorado      | 51        | 39*     |
| Centenário do Sul  | 06        | -       | Cianorte               | -         | 11 (26) | Guaíra            | 11        | 23*     | Guaraniaçu    | 45        | -       |
| Inajá              | 12        | -       | Iporã                  | -         | 32 (21) | Ivaiporã          | 22        | 30      | Loanda        | 12        | 05 (21) |
| Mamborê            | 13        | -       | Maringá                | -         | 11 (21) | Nova Esperança    | -         | 11 (19) | Nova Londrina | 07        | -       |
| Paranacity         | 05        | -       | Paranavaí              | -         | 10 (39) | Porecatu          | 32        | 30      | Porto Rico    | -         | 03 (23) |
| Roncador           | 20        | 21*     | Santo Antônio do Caiuá | 12        | -       | São João do Caiuá | 04        | -       | Terra Rica    | -         | 05 (21) |
| Umuarama           | -         | 13 (23) | Ventania               | 38        | 24      |                   |           |         |               |           |         |

* - Em implantação